# Edward Norton (alpinista)
Edward Felix Norton (San Isidro, Argentina, 21 de febrero de 1884 - Winchester, Hampshire, Reino Unido, 3 de noviembre de 1954) fue un oficial del ejército británico y montañero. 
Cursó sus estudios en la Charterhouse School y en la Academia Real Militar de Woolwich.
Pasó a servicio activo sirviendo en el cuerpo de artillería en la India, donde sirvió hasta después de la Primera Guerra Mundial
Su abuelo, Alfred Wills, que vivía en los Alpes, fue quien le introdujo en la escalada. Su capacidad le llevó a formar parte de las expediciones británicas al Everest de 1922 y 1924, alcanzando grandes altitudes en ambas. Su récord de altitud de 8570  m s. n. m. alcanzados en el “Gran Corredor” (posteriormente conocido como Corredor Norton) permaneció imbatido durante 30 años, hasta que en 1952 una expedición suiza lo superó. En 1924 Norton asumió el liderazgo de la tercera expedición británica al Everest, tras enfermar Charles Bruce, y tuvo que afrontar la desaparición de George Mallory y Andrew Irvine.
Posteriormente formaría parte del Estado Mayor en India e Inglaterra y comandaría la Artillería Real británica. En los años 30 fue la máxima autoridad colonial en el Distrito de Madrás. Entre 1940 y 1941 fue gobernador y comandante en jefe de Hong Kong. Se retiró en 1942, con 58 años.
A lo largo de su carrera recibió la Orden del Servicio Distinguido (DSO, en sus siglas en inglés) y la Military Cross, condecoración concedida «...por actos de valentía ejemplar durante operaciones contra el enemigo...»